# سان دوناتو وال دی کومینو
سان دوناتو وال دی کومینو (به ایتالیایی: San Donato Val di Comino) یک کومونه در ایتالیا است که در استان فروزینونه واقع شده‌است. سان دوناتو وال دی کومینو ۳۵٫۸ کیلومتر مربع مساحت و ۲٬۱۰۷ نفر جمعیت دارد و ۷۰۰ متر بالاتر از سطح دریا واقع شده‌است.

## خواهرخوانده
شهر جرچیو خواهرخواندهٔ سان دوناتو وال دی کومینو هست.